# Дюпати, Шарль Мерсье
Луи Мари Шарль Анри Мерсье́ Дюпати́ (фр. Louis Marie Charles Henri Mercier Dupaty; 29 сентября 1771, Бордо — 12 ноября 1825, Париж) — французский скульптор. Старший сын юриста и писателя Жан-Батиста Дюпати.

## Биография
Старший сын судьи Жана-Батиста Мерсье Дюпати (1744—1788) и старший брат драматурга Эммануэля Дюпати (1775—1851). Должен был пойти по стопам отца заниматься судебными делами, но в конечном итоге предпочёл искусство.
Изучал скульптуру у Франсуа-Фредерика Лемо; завоевал первую римскую премию в 1799 году за скульптуру «Перикла, посещающего Анаксагора» (Périclès venant visiter Anaxagoras) — совместную работу с Антуаном Мутоном (Antoine Mouton). Совершенствовался в Италии и по возвращении стал членом Института Франции в 1816 году, затем профессором в Национальной школе изящных искусств (16 апреля 1823), заменив Жан-Антуана Гудона, но уже в следующем году умер, и его сменил Жан-Пьер Корто.
Был похоронен на кладбище Пер-Лашез.